# کاژیمیش سابات
کاژیمیش الکساندر سابات (لهستانی: Kazimierz Aleksander Sabbat؛ ‏ تلفظ لهستانی: [kaˈʑimjɛʂ]؛ ‏ زاده ۲۷ فوریهٔ ۱۹۱۳ – درگذشته ۱۹ ژوئیهٔ ۱۹۸۹) یک سیاست‌مدار اهل لهستان و از آوریل ۱۹۸۶ تا ژوئیه ۱۹۸۹ رئیس‌جمهور دولت در تبعید لهستان بود.